# Франция на летних Олимпийских играх 1908
Франция в четвёртый раз за свою историю участвовала на летних Олимпийских играх 1908 в Лондоне (Великобритания) и была представлена 208 спортсменами в тринадцати видах спорта. По итогам соревнований команда заняла четвёртое место в общекомандном медальном зачёте.

## Медалисты
| Медаль  | Спортсмен                                                                                           | Вид спорта            | Дисциплина                                                    |
| ------- | --------------------------------------------------------------------------------------------------- | --------------------- | ------------------------------------------------------------- |
| Золото  | Эжен Гризо                                                                                          | Стрельба из лука      | Мужчины, континентальный стиль                                |
| Золото  | Андре Офре Морис Шиль                                                                               | Велоспорт             | Мужчины, тандем                                               |
| Золото  | Гастон Алибер                                                                                       | Фехтование            | Мужчины, шпага, личное первенство                             |
| Золото  | Гастон Алибер Анри-Жорж Берже Шарль Колиньон Бернар Гравье Александр Липпманн Эжен Оливье Жан Стерн | Фехтование            | Мужчины, шпага, командное первенство                          |
| Золото  | Эмиль Тюброн и три неизвестных человека                                                             | Водно-моторный спорт  | Мужчины, открытый класс                                       |
| Серебро | Луи Верне                                                                                           | Стрельба из лука      | Мужчины, континентальный стиль                                |
| Серебро | Эмиль Деманжель                                                                                     | Велоспорт             | Мужчины, 660 ярдов                                            |
| Серебро | Морис Шиль                                                                                          | Велоспорт             | Мужчины, 5000 метров                                          |
| Серебро | Александр Липпманн                                                                                  | Фехтование            | Мужчины, шпага, личное первенство                             |
| Серебро | Жорж Андре                                                                                          | Лёгкая атлетика       | Мужчины, прыжки в высоту                                      |
| Бронза  | Андре Офре                                                                                          | Велоспорт             | Мужчины, 5000 метров                                          |
| Бронза  | Октав Лапиз                                                                                         | Велоспорт             | Мужчины, 100 километров                                       |
| Бронза  | Эжен Оливье                                                                                         | Фехтование            | Мужчины, шпага, личное первенство                             |
| Бронза  | Жозеф Дреер Поль Лизандье Луи де Флера                                                              | Лёгкая атлетика       | Мужчины, 3 мили среди команд                                  |
| Бронза  | Густав Кабаре                                                                                       | Стрельба из лука      | Мужчины, континентальный стиль                                |
| Бронза  | Луи Сегюра                                                                                          | Спортивная гимнастика | Мужчины, индивидуальное первенство                            |
| Бронза  | Анри Артюс Луи Потто Пьер Рабо                                                                      | Парусный спорт        | Мужчины, 6 метров                                             |
| Бронза  | Леон Джонсон Эжен Бальм Андре Парментье Альбер Куркен Морис Лекок Рауль де Бойнь                    | Стрельба              | Мужчины, винтовка среди команд, 300 метров                    |
| Бронза  | Поль Коля Андре Рего Леон Лекюйе Анри Боннефуа                                                      | Стрельба              | Мужчины, малокалиберная винтовка среди команд, 50 и 100 ярдов |